# Wriemia (program telewizyjny)
Wriemia (ros. Время, pol. Czas) – główny program informacyjny Wszechrosyjskiej Państwowej Kompanii Telewizyjnej i Radiowej, nadawany na kilku kanałach w czasach Związku Socjalistycznych Republik Radzieckich, jak i obecnie w Rosji i na Białorusi.

## Historia
Pierwszy dziennik Wriemia wyemitowany został 1 stycznia 1968 roku. Założycielem programu był radziecki dziennikarz radiowy Jurij Letunow. Od 1986 w drugim programie Telewizji Radzieckiej prezentowano wydanie dla niesłyszących – z użyciem rosyjskiego odpowiednika systemu językowo-migowego. W roku 1991 redakcja miała około 40 placówek zagranicznych przygotowujących relacje.
27 sierpnia 1991 roku program został zlikwidowany ze względów politycznych, jako relikt propagandowy dawnej epoki. Wznowienie jego emisji nastąpiło 16 grudnia 1994 roku, z uwagi na wybuch wojny w Czeczenii.

## Emisja
Wriemia ukazuje się codziennie o godzinie 21.00 czasu moskiewskiego. Do dnia 31 grudnia 1989 roku ukazywało się jeszcze wydanie powtórkowe o godz. 12.30. Do 1991 roku program był nadawany w piątki w pierwszym programie Bułgarskiej Telewizji Narodowej, bez tłumaczenia, jako przekaz bezpośredni.